# Nunatak Odinokij
Nunatak Odinokij är en nunatak i Antarktis. Den ligger i Östantarktis. Australien gör anspråk på området. Toppen på Nunatak Odinokij är 1 179 meter över havet.
Terrängen runt Nunatak Odinokij är huvudsakligen platt, men söderut är den kuperad. Trakten är obefolkad. Det finns inga samhällen i närheten.